# Saint-Sernin-du-Bois
Saint-Sernin-du-Bois este o comună în departamentul Saône-et-Loire, Franța. În 2009 avea o populație de 1.805 de locuitori.

## Evoluția populației
| An        | 1975  | 1982  | 1990  | 1999  | 2006  | 2009  |
| --------- | ----- | ----- | ----- | ----- | ----- | ----- |
| Populație | 1.232 | 1.646 | 1.855 | 1.720 | 1.774 | 1.805 |